# Liste der Bodendenkmale in Tosterglope
In der Liste der Bodendenkmale in Tosterglope sind alle Bodendenkmale der niedersächsischen Gemeinde Tosterglope aufgelistet. Die Quelle ist der Denkmalatlas Niedersachsen. Der Stand der Liste ist der 9. Juli 2024.

## Allgemein
In den Spalten finden sich folgende Informationen des Bodendenkmales :
- Lage        : geographische Koordinaten
- Bezeichnung : Bezeichnung lt. Denkmalatlas
- Beschreibung: Beschreibung lt. Denkmalatlas
- ID          : Objekt-ID
- Bild        : Bild, ggf. zusätzlich mit Link zu weiteren Fotos im Medienarchiv Wikimedia Commons.

## Nahrendorf-Tosterglope
| Lage                         | Bezeichnung                         | Beschreibung | ID       | Bild |
| ---------------------------- | ----------------------------------- | --- | -------- | ---- |
| 53° 11′ 17″ N, 10° 48′ 12″ O | Nahrendorf-Tosterglope 1, Grabhügel | Hoch gewölbt, fast rund, Dm. 16 m; H. 1,6 m. Rand abgesetzt und auf der Oberfläche Baumstümpfe, sowie einige flache Einkuhlungen. | 28934142 | BW   |
| 53° 11′ 26″ N, 10° 48′ 12″ O | Nahrendorf-Tosterglope 2, Grabhügel | Rund mit einem Dm. von 8,5 m und einer H. von 0,5 m. Hügelkuppe abgeflacht und Rand läuft in umliegendes Gelände aus.             | 28934143 | BW   |

## Tosterglope
| Lage                         | Bezeichnung                  | Beschreibung | ID       | Bild |
| ---------------------------- | ---------------------------- | --- | -------- | ---- |
| 53° 12′ 57″ N, 10° 48′ 14″ O | Tosterglope 2, Großsteingrab | Rund mit einem Dm. von 8,5 m und einer H. von 0,5 m. Hügelkuppe abgeflacht und Rand läuft in umliegendes Gelände aus. | 28932672 | BW   |
| 53° 12′ 15″ N, 10° 50′ 35″ O | Tosterglope 3, Grabhügel     | Der Nordost-Südwest orientierte Erddamm (L. 81,5 m; Br. bis 7 m; H. bis 0,4 m) ist heute von Pflanzfurchen und Holzrückspuren überzogen. Im umgebenden Graben (Standspur) befinden sich weiterhin einzelne Steine, wie oben beschrieben. Die Situation wird verunklart durch einen flachen Pflanzwall parallel zur südwestlichen Langseite. | 28932674 |      |
| 53° 12′ 17″ N, 10° 50′ 34″ O | Tosterglope 4, Grabhügel     | Dm. 15 m; H. ca. 0,7 m. Innenbereich ca. 6 m weit ausgekoffert; Böschung und Rand erhalten. Am SO-Rand Findling, von diesem 4 m östl. weiterer Findling. | 28935480 | BW   |
| 53° 12′ 0″ N, 10° 49′ 32″ O  | Tosterglope 5, Grabhügel     | Fast rund; Dm. 12 m; H. 0,9 m. Durch Wegebau etwas unregelmäßig; im N höher, im S flacher. Rand schwach abgesetzt, im N durch Weg und Graben angeschnitten; im S und W flache Eintiefungen. | 28932203 | BW   |
| 53° 12′ 20″ N, 10° 50′ 42″ O | Tosterglope 6, Grabhügel     | Ca. 1,6 km ostsüdöstlich von Tosterglope und knapp 300 m südwestlich der Straße Köhlingen Ventschau liegt auf einem flachen, nach Südwesten vorspringenden Bergsporn ein fast runder Grabhügel. Dm. ca. 15 m; H. 0,6 m. Der Rand ist auslaufend. Zwei Granitsteine sind sichtbar. Über die Hügelmitte verläuft eine schmale Schneise von Nordost nach Südwest.                                                                                            | 28932676 | BW   |
| 53° 13′ 31″ N, 10° 47′ 43″ O | Tosterglope 7, Grabhügel     | Ca. 2,4 km nordwestlich von Tosterglope, gut 600 m westlich der Straße nach Barskamp liegt an einem leichten Nordnordost-Hang ein gut gewölbter, runder Grabhügel. Dm. 15 m; H. 1,1 m. Die Kuppe ist eingetieft, es sind zudem einige Einkuhlungen und ein flacher Graben am Nordwest-Rand erkennbar. | 28932678 | BW   |
| 53° 11′ 53″ N, 10° 48′ 31″ O | Tosterglope 9, Grabhügel     | Ca. 1,4 km südwestlich von Tosterglope, knapp 600 m westlich der Straße nach Nahrendorf und ca. 400 m östlich der Straße nach Dahlenburg liegt in beherrschender Lage auf einer flachen natürlichen Kuppe runder Grabhügel. Dm. ca. 14 m; H. ca. 0,6 m. Rand auslaufend und setzt sich kaum von der natürlichen Kuppe ab. Im Westen werden Hügel und Kuppe von einem Feldweg angeschnitten. Südwestlich einige kopfgroße bis zentnerschwere Granitsteine. | 28932682 | BW   |
| 53° 12′ 58″ N, 10° 48′ 50″ O | Tosterglope 20, Grabhügel    | W-Teil und Mitte alt abgetragen, daher oval. NNO-SSW orientiert. L. 7,5 m; Br. 5 m; H. noch 0,7 m. Rand schwach abgesetzt. | 28932795 | BW   |

### Tosterglope 10
ID:28932684
Ca. 700 m südsüdöstlich von Tosterglope, ca. 550–620 m östlich der Straße nach Nahrendorf und ca. 120–220 m östlich eines Weges liegt eine Gruppe von Denkmälern bestehend aus einem Großsteingrab (FStNr. 10), vier Grabhügeln (FStNr. 21–24) sowie einem Objekt, bei dem es sich um einen Grabhügel handeln könnte (FStNr. 25). Dm. der Hügel 6–10,5 m; H. 0,3–0,9 m.

| Lage                        | Bezeichnung                   | Beschreibung | ID       | Bild |
| --------------------------- | ----------------------------- | --- | -------- | ---- |
| 53° 12′ 8″ N, 10° 49′ 33″ O | Tosterglope 10, Großsteingrab | Ca. 0,7 km südsüdöstlich von Tosterglope, ca. 560 m östlich der Straße nach Nahrendorf und ca. 120 m östlich eines Weges liegt auf einem nach Westen vorragenden Bergsporn mit steil abfallenden Hängen der Rest eines Nordnordwest-Südsüdost ausgerichteten Großsteingrabes. | 28932779 |      |
| 53° 12′ 9″ N, 10° 49′ 36″ O | Tosterglope 21, Grabhügel     | Fast rund. Dm. 6 m; H: 0,3 m. Rand geht fließend in Umgebung über. | 28932797 | BW   |
| 53° 12′ 9″ N, 10° 49′ 35″ O | Tosterglope 22, Grabhügel     | Rund. Dm. 10,5 m; H. 0,9 m. Rand schwach abgesetzt und im Westen abgegraben, dort bis kopfgroße Granitsteine sichtbar. | 28932799 | BW   |
| 53° 12′ 9″ N, 10° 49′ 35″ O | Tosterglope 23, Grabhügel     | Fast rund. Dm. 10 m; H. 0,5 m. Kuppe abgeflacht. Rand auslaufend und am Süd-Rand Eingrabung (L. 2 m; Br. 0,5 m). | 28932801 | BW   |
| 53° 12′ 9″ N, 10° 49′ 38″ O | Tosterglope 24, Grabhügel     | Rund. Dm. 9,5 m; H. 0,5 m. Kuppe abgeflacht und Rand auslaufend. | 28932803 | BW   |

## Ventschau
| Lage                         | Bezeichnung            | Beschreibung | ID       | Bild |
| ---------------------------- | ---------------------- | --- | -------- | ---- |
| 53° 12′ 22″ N, 10° 52′ 16″ O | Ventschau 1, Grabhügel | Ovaler, Nordwest-Südost orientierter Grabhügel. L. 12,5 m; Br. 9 m; H. bis 1,7 m. Südwest-Bereich bis zur Mitte abgetragen. Rand abgesetzt. | 28934770 | BW   |